# Eleição municipal de Mesquita (Rio de Janeiro) em 2016
A eleição municipal de Mesquita em 2016 foi realizada para eleger um prefeito, um vice-prefeito e 12 vereadores no município de Mesquita, no estado brasileiro de Rio de Janeiro. Foram eleitos ) e  para os cargos de prefeito(a) e vice-prefeito(a), respectivamente.
Seguindo a Constituição, os candidatos são eleitos para um mandato de quatro anos a se iniciar em 1º de janeiro de 2017. A decisão para os cargos da administração municipal, segundo o Tribunal Superior Eleitoral, contou com 137 325 eleitores aptos e 26 389 abstenções, de forma que 19.22% do eleitorado não compareceu às urnas naquele turno.

## Antecedentes
Renovação política ao eleger Jorge Miranda para governar a cidade a partir de 2017. Concorrendo pelo PSDB, Miranda recebeu 46.322 votos e deixou para trás o atual prefeito, Gelsinho Guerreiro (PRB), que teve 40.865 votos, e o antecessor deste, Artur Messias (PT), escolhido por apenas 5.628 eleitores

## Campanha
Na disputa pela primeira vez se beneficiou do desgaste de seus adversários: enquanto Gelsinho teve sua administração marcada por turbulências políticas, que levaram a diversas trocas em seu secretariado, Artur Messias, que governou a cidade entre 2005 e 2012, sofreu com a maior taxa de rejeição.
Entre as propostas de Miranda, destacam-se a criação de três postos de saúde 24 horas, a reforma de toda a rede de postos do município e a construção de novas creches, ciclovias e de um centro de monitoramento por câmeras para ajudar no planejamento de segurança. O futuro prefeito promete ainda que Mesquita terá um canal online para que os cidadãos possam solicitar, reclamar ou acompanhar a execução de serviços públicos.

## Resultados

### Eleição municipal de Mesquita em 2016 para Prefeito
A eleição para prefeito contou com 3 candidatos em 2016: Jorge Lucio Ferreira Miranda do Partido da Social Democracia Brasileira, Rogelson Sanches Fontoura do Partido Republicano Brasileiro, Artur Messias da Silveira do Partido dos Trabalhadores que obtiveram, respectivamente, 46 322, 40 865, 5 628 votos. O Tribunal Superior Eleitoral também contabilizou 19.22% de abstenções nesse turno. 
| Candidato(a)                        | Vice                             | Coligação                                 | Votos recebidos | Percentual |
| ----------------------------------- | -------------------------------- | ----------------------------------------- | --------------- | ---------- |
| Jorge Lucio Ferreira Miranda (PSDB) | Walter de Almeida Paixão         | Mesquita Levada a Serio                   | 46322           | 49.91%     |
| Rogelson Sanches Fontoura (PRB)     | Evandro José Ferreira Taveira    | Rumo Ao Crescimento                       | 40865           | 44.03%     |
| Artur Messias da Silveira (PT)      | André Taffarel Inacio dos Santos | Partido dos Trabalhadores (sem coligação) | 5628            | 6.06%      |

### Eleição municipal de Mesquita em 2016 para Vereador
Na decisão para o cargo de vereador na eleição municipal de 2016, foram eleitos 12 vereadores com um total de 97 040 votos válidos. O Tribunal Superior Eleitoral contabilizou 4 235 votos em branco e 9 661 votos nulos. De um total de 137 325 eleitores aptos, 26 389 (19.22%) não compareceram às urnas .
| Nome                               | Partido político                         | Coligação                                        | Votos recebidos | Percentual |
| ---------------------------------- | ---------------------------------------- | ------------------------------------------------ | --------------- | ---------- |
| Leonardo Fiaux de Andrade          | Partido Humanista da Solidariedade (PHS) | Renovar a Esperança Para Avançar nas Mudanças    | 2857            | 2.94%      |
| Cristiane Pelinca do Amaral        | Partido Comunista do Brasil (PCdoB)      | Renovar a Esperança Para Avançar nas Mudanças    | 2725            | 2.81%      |
| Roberto de Souza Emídio            | Solidariedade (SD)                       | Crescendo Juntos                                 | 2543            | 2.62%      |
| Gelson Henrique Santos da Silva    | Solidariedade (SD)                       | Crescendo Juntos                                 | 2380            | 2.45%      |
| Sérgio Henrique Pinheiro           | Partido Republicano Brasileiro (PRB)     | Partido Republicano Brasileiro (sem coligação)   | 2048            | 2.11%      |
| Leydervan da Silva José            | Movimento Democrático Brasileiro (MDB)   | Movimento Democrático Brasileiro (sem coligação) | 2032            | 2.09%      |
| Joelson Cavalcante da Silva        | Partido Popular Socialista (PPS)         | Crescendo Juntos                                 | 2017            | 2.08%      |
| Luiz Carlos Mascarenhas de Santana | Partido Humanista da Solidariedade (PHS) | Renovar a Esperança Para Avançar nas Mudanças    | 1922            | 1.98%      |
| Marcelo Santos Rosa                | Partido Republicano Brasileiro (PRB)     | Partido Republicano Brasileiro (sem coligação)   | 1921            | 1.98%      |
| Saint Clair Esperança Passos       | Movimento Democrático Brasileiro (MDB)   | Movimento Democrático Brasileiro (sem coligação) | 1701            | 1.75%      |
| Amaury Trindade da Silva           | Partido Trabalhista Brasileiro (PTB)     | Partido Trabalhista Brasileiro (sem coligação)   | 1523            | 1.57%      |
| Marcel Roberto Pinheiro Gomes      | Partido Trabalhista Brasileiro (PTB)     | Partido Trabalhista Brasileiro (sem coligação)   | 1367            | 1.41%      |